# تلمبه مستضعفین ۱
تلمبه مستضعفین ۱ یک منطقهٔ مسکونی در ایران است که در دهستان قناتغستان واقع شده‌است.